# Valle del Droanello
La Valle del Droanello è una valle alpina della Provincia di Brescia, lunga circa oltre 10 km; è una sussidiaria della Val Vestino ed è situata all'interno del Parco Alto Garda Bresciano.

## Geografia fisica
Il suo imbocco a sud è in località Lignago, nel comune di Gargnano, a circa 510 metri di quota, in corrispondenza del ramo sinistro del lago di Valvestino, mentre la sua testata è data da Cima Mangà, 1.315 m s.l.m. che è situata nel comune di Magasa.
Percorsa dal torrente Droanello, da cui prende il nome, che sfocia nel lago di Valvestino, nella valle è presente a nord il villaggio di Cadria, frazione del comune di Magasa, e più a sud l'antica località di Droane, che è una frazione del comune di Valvestino.

## Storia

### 1511, la grande divisione di pascoli e boschi dei monti Camiolo, Tombea, Dos di Sas e della costa di Ve

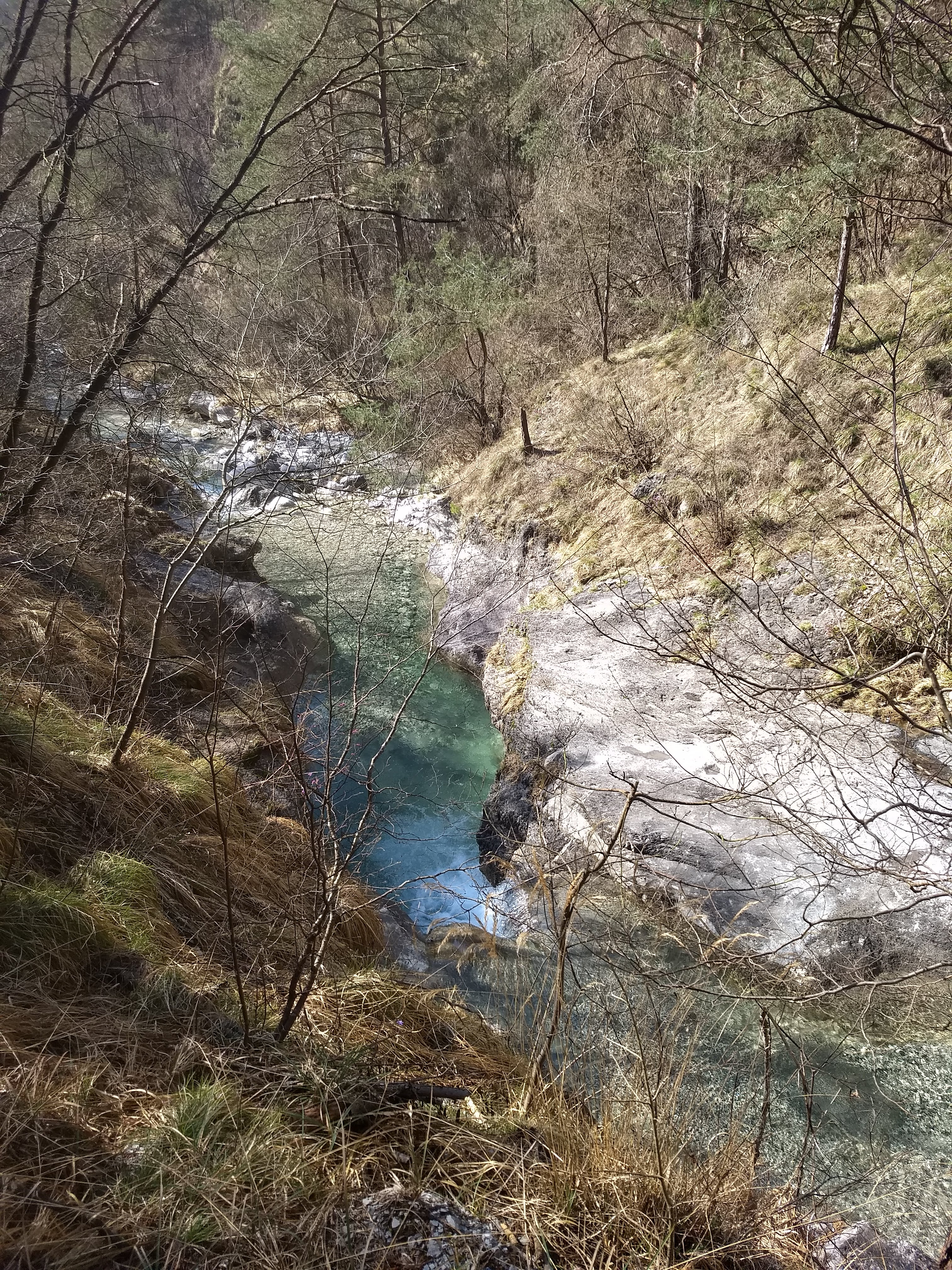
Il torrente Droanello

Lo studio compiuto da don Mario Trebeschi , ex parroco di Limone del Garda, di una sgualcita e a tratti illeggibile pergamena conservata presso l’Archivio Parrocchiale di Magasa, portò a conoscenza dell’intensivo sfruttamento dei pascoli d’alpeggio, dei boschi, delle acque torrentizie in Val Vestino che fu spesso causa di interminabili e astiose liti fra le sei comunità. In special modo nelle zone contese dei monti Tombea e Camiolo; ognuna di esse rivendicava, più o meno fortemente, antichi diritti di possesso o transito, con il risultato che il normale e corretto uso veniva compromesso da continui sconfinamenti di mandrie e tagli abusivi di legname. Pertanto agli inizi del Cinquecento, onde evitare guai peggiori, si arrivò in due fasi successive con l’arbitrariato autorevole dei conti Lodron ad una spartizione di questi luoghi tra le varie ville o “communelli”. Infatti questi giocarono un ruolo attivo nella vicenda, persuadendo energicamente le comunità alla definitiva risoluzione del problema con la sottoscrizione di un accordo che fosse il più equilibrato possibile, tanto da soddisfare completamente ed in maniera definitiva le esigenti richieste delle numerose parti in causa. Il 5 luglio del 1502 il notaio Delaido Cadenelli della Valle di Scalve  redigeva a Turano sotto il portico adibito a cucina della casa di un tale Giovanni, un atto di composizione tra Armo e Magasa per lo sfruttamento consensuale della confinante valle di Cablone (nel documento Camlone, situata sotto il monte Cortina). Erano presenti i deputati di Armo: Bartolomeo, figlio di Faustino, e Stefenello, figlio di Lorenzo; per Magasa: Antoniolo, figlio di Giovanni Zeni, e Viano, figlio di Giovanni Bertolina. Fungevano da giudici d’appello i conti Francesco, Bernardino e Paride, figli del sopra menzionato Giorgio, passati alla storia delle cronache locali di quei tempi, come uomini dotati di una ferocia sanguinaria.  Il 31 ottobre del 1511 nella canonica della chiesa di San Giovanni Battista di Turano, Bartolomeo, figlio del defunto Stefanino Bertanini di Villavetro , notaio pubblico per autorità imperiale, stipulava il documento della più grande divisione terriera mai avvenuta in Valle, oltre un terzo del suo territorio ne era interessato. Un primo accordo era già stato stipulato il 5 settembre del 1509 dal notaio Girolamo Morani su imbreviature del notaio Giovan Pietro Samuelli di Liano, ma in seguito all’intervento di alcune variazioni si era preferito, su invito dei conti Bernardino e Paride, revisionare completamente il tutto e procedere così ad una nuova spartizione. Alla presenza del conte Bartolomeo, figlio del defunto Bernardino, venivano radunati come testimoni il parroco Bernardino, figlio del defunto Tommaso Bertolini, Francesco, figlio di Bernardino Piccini, tutti e due di Gargnano, il bergamasco Bettino, figlio del defunto Luca de Medici di San Pellegrino, tre procuratori per ogni Comune, ad eccezione di quello di Bollone che non faceva parte della contesa (per Magasa presenziavano Zeno figlio del defunto Giovanni Zeni, Pietro Andrei, Viano Bertolini), e si procedeva solennemente alla divisione dei beni spettanti ad ogni singolo paese. A Magasa veniva attribuita la proprietà del monte Tombea fino ai prati di Fondo comprendendo l’area di pertinenza della malga Alvezza e l’esclusiva di tutti i diritti di transito; una parte di territorio boscoso sulla Cima Gusaur e sul dosso delle Apene a Camiolo, in compenso pagava 400 lire planet alle altre comunità come ricompensa dei danni patiti per la privazione dei sopraddetti passaggi montani. Alcune clausole stabilivano espressamente che il ponte di Nangone (Vangone o Nangù nella parlata locale) doveva essere di uso comune e che lungo il greto del torrente Toscolano si poteva pascolare liberamente il bestiame e usarne l’acqua per alimentare i meccanismi idraulici degli opifici. Al contrario il pascolo e il taglio abusivo di piante veniva punito severamente con una multa di 10 soldi per ogni infrazione commessa. 
Alla fine dopo aver riletto il capitolato, tutti i contraenti dichiaravano di aver piena conoscenza delle parti di beni avute in loro possesso, di riconoscere che la divisione attuata era imparziale e di osservare rispettosamente gli statuti, gli ordini, le provvisioni e i decreti dei conti Lodron, signori della comunità di Lodrone e di quelle di Val Vestino.  Poi i rappresentanti di Armo, Magasa, Moerna, Persone e Turano giuravano, avanti il conte Bartolomeo Lodron, toccando i santi vangeli, di non contraffarre e contravvenire la presente divisione terriera e, con il loro atto, si sottoponevano al giudizio del foro ecclesiastico e ai sacri canoni di Calcedonia.

## Escursioni

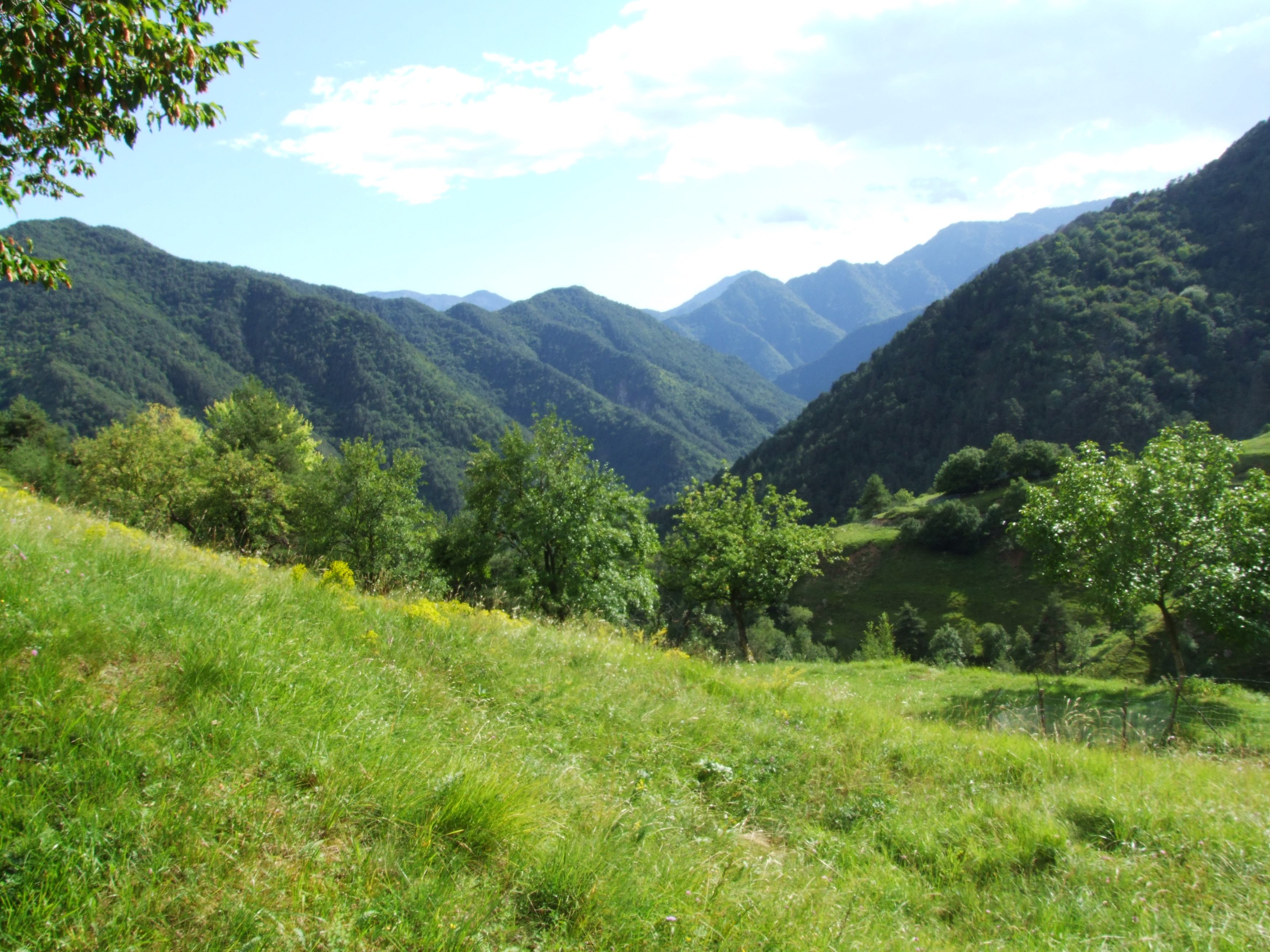
La parte sud della Valle del Droannello vista da Droane

- Cùel Zanzanù al Martelletto, fu un noto rifugio di briganti del XVII secolo.
- Droane
- Cadria
- Bocca di Paolone, presso Costa di Gargnano
- Monte Camiolo
- Cima Manga
- Località Fornello e Cassanega
- Monte Tavagnone

## Natura

### La Foresta di Legnach

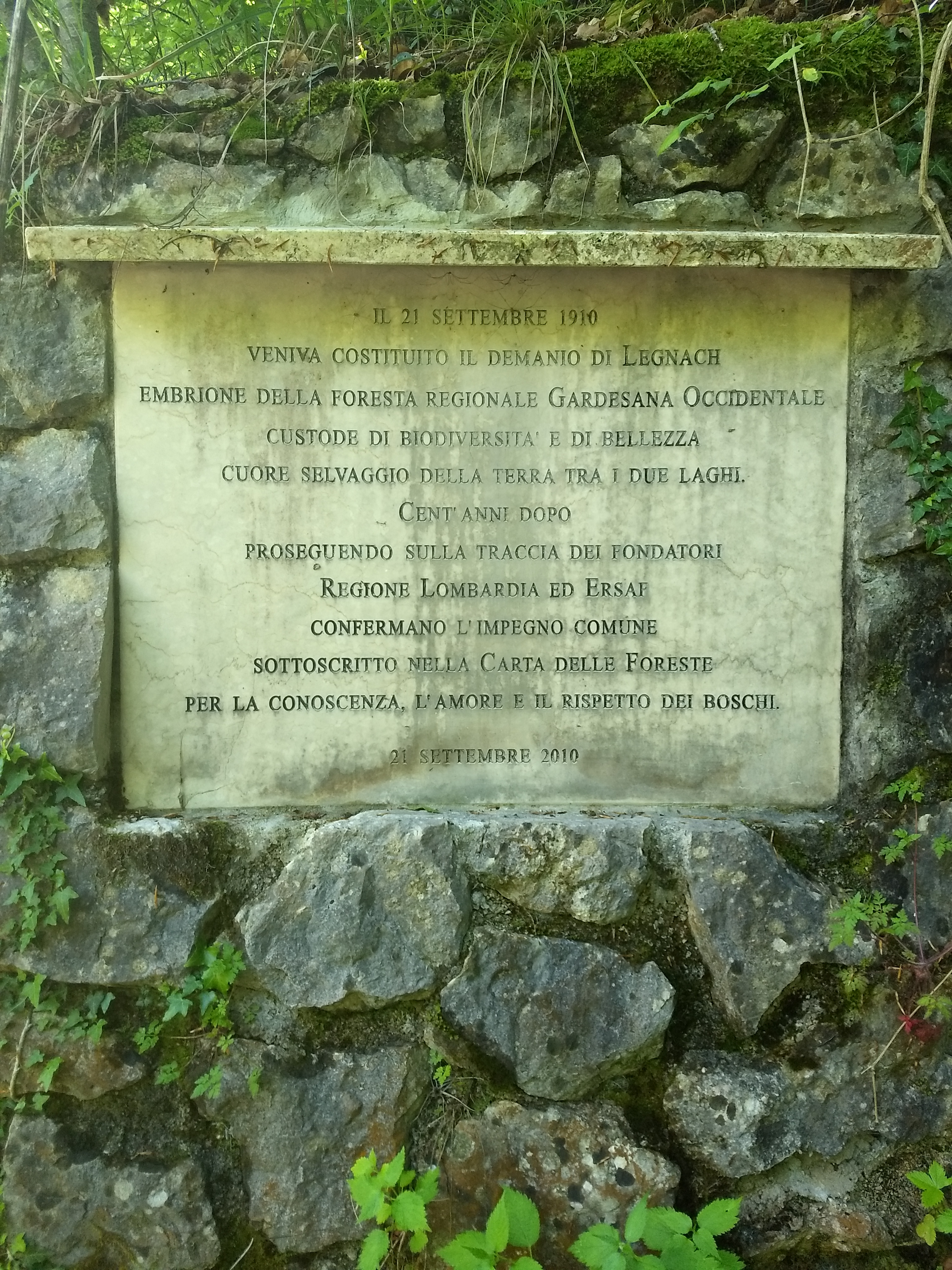
Lignago, lapide a ricordo del centenario della creazione della Foresta Demaniale

Il bosco posto alle spalle della cascina di Legnach, o Lignago, fino alla sommità del Monte Prà, è stato il primo nucleo della "Foresta Regionale Gardesana Occidentale", la più estesa della Lombardia. Le sue origini risalgono al 1910, quando lo Stato Italiano entrò in possesso della piccola foresta requisendola, per insolvenza d'imposta, al suo proprietario, tale Corsetti abitante in Valvestino e quindi oltre il confine tra Italia e Austria-Ungheria, che allora era posto lungo il corso del torrente Droanello.
Il bosco aveva una superficie di circa 56 ettari, posti interamente in comune di Gargnano. Ora una parte di quella originaria foresta è stata sommersa da un "fiordo" del lago di Valvestino, ed il confine è posto lungo la strada del Droanello. A quel tempo la foresta demaniale era costituita da boschi molto poveri e ampie superfici nude. Le specie prevalenti erano faggio, il frassino maggiore, il carpino nero, il frassino orniello, il carpino blanco, l'acero, oltre ad un gruppo esteso di rovere. Dalle descrizioni risulta anche presente ed in espansione il pino silvestre.  La foresta di Legnach venne ripetutamente tagliata, cosi come i boschi circostanti, seppur con una maggiore attenzione al numero e alla qualità delle matricine (riserve) da rilasciare. Nel bosco sono ancora ben evidenti le numerose aie carbonili. Il carbone veniva trasportato a dorso di mulo lungo la mulattiera Traplina Casali per circa sei chilometri, fino a raggiungere la strada della Costa (conclusa dal Genio Militare durante la Grande Guerra) per mezzo della quale, caricato su carri, raggiungeva la piazza di Gargnano. A partire dal 1911 la foresta di Legnach fu gestita dalla Azienda Statale del Demanio Forestale dello Stato (ASDFS), diventata poi Azienda delle Foreste Demaniall (AFD) e, infine, Azienda di Stato delle Foreste Demaniali (ASFD). La gestione era affidata all'Ufficio Amministrazione di Verona dell'ASFD, dal quale dipendevano anche le altre due foreste storiche bresciane di Legnoli in val Camonica e di Anfo a ovest del lago d'Idro.
L'ASFD realizzó numerosi interventi di valorizzazione della foresta di Legnach, consistenti in tagli colturali, ripuliture, rinfoltimenti con conifere e veri e propri rimboschimenti delle aree aperte. Tra le specie più utilizzate il larice, ancora ben evidente con numerosi esemplari. Vennero inoltre sistemati i sentieri e realizzati nuovi e comode strade di servizio. Purtroppo l'area fu ripetutamente soggetta a incendi boschivi, frequenti nell'entroterra gardesano, cosi che l'evoluzione della vegetazione è stata molto lenta e la struttura è ben lontana da quei caratteri di monumentalità che ci si attenderebbe da una foresta storica. Negli anni Cinquanta del Novecento, PASFD avviò una intensa attività di acquisizione di nuove aree da includere nelle foreste demaniali. Fu la presenza del nucleo di Legnach a far ricadere sull'Alto Garda la scelta di costituire una estesa foresta pubblica. Una prima mappa della Foresta di Legnach compare in un documento del 1933 dell'Azienda State delle Foreste Demaniali.
La maggior parte degli acquisti (circa 7.000 ettari) avvenne nel decennio 1960-70. Altri 3.000 ettari vennero acquisiti negli anni Settanta. In quegli stessi anni tuttavia vennero istituite le Regioni a statuto ordinario, e questo ingente patrimonio passò in proprietà alla Regione Lombardia. Tra le venti foreste regionali ora la Gardesana Occidentale è la più vasta e da sola ha una superficie pari all'incirca a quella di tutte le altre 19 messe insieme. La gestione della foresta Gardesana Occidentale, e quindi anche del primo nucleo storico di Legnach, è ora affidata all'ERSAF (evoluzione dell'Azienda Regionale delle Foreste attiva fra il 1980 e il 2002). L'Ente provvede alla manutenzione e alla valorizzazione della foresta attraverso interventi effettuati in amministrazione diretta con personale forestale assunto nell'entroterra gardesano. Molte attività vengono realizzate in collaborazione con il Parco Regionale dell'Alto Garda Bresciano, del quale la Foresta Gardesana Occidentale costituisce il nucleo naturalisticamente più pregiato.

## Architetture civili

### L'opera di presa sul torrente san Michele e lo scarico nella valle del Droanello

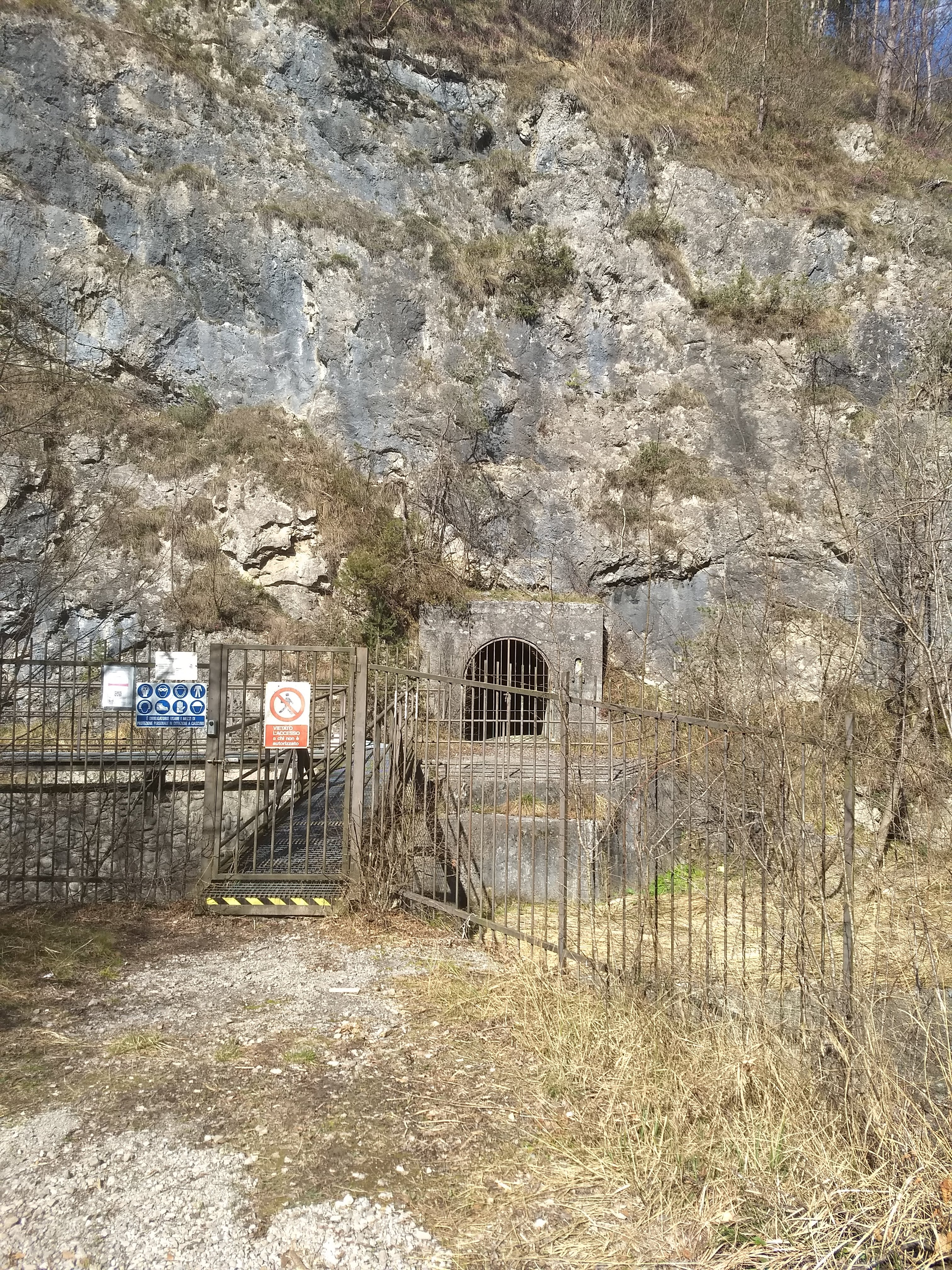
L'opera di scarico del torrente San Michele nella Valle del Droanello

Alle pendici del monte Martelletto all'interno della Valle del Droanello giungono le acque provenienti dall'opera di presa artificiale sul torrente San Michele, nell'omonima valle in comune di Tremosine: l'opera sorge alla confluenza del corso d'acqua che percorre la Valle Negri ni nella Valle di San Michele. Le acque captate da tale sbarramento vengono convogliate, tramite una galleria a pelo libero della lunghezza di circa 9 km, nell'alveo del torrente Droanello, affluente del lago di Valvestino. La capacità di tale, invaso artificiale e pari a 52 milioni di metri cubi: la diga,
di Ponte Cola che lo origina è alta 124 metri e presenta uno sviluppo al coronamento di 283 metri. Le acque racchiuse all'interno dello sbarramento vengono utilizzate per alimentare la centrale di produzione e di pompaggio di Gargnano, sulla sponda occidentale del lago di Garda, centrale, realizzata in caverna, ha una forza efficiente di 137,2 MW, la sua producibilità consiste nel fabbisogno di circa 29.500 famiglie.

## Galleria d'immagini

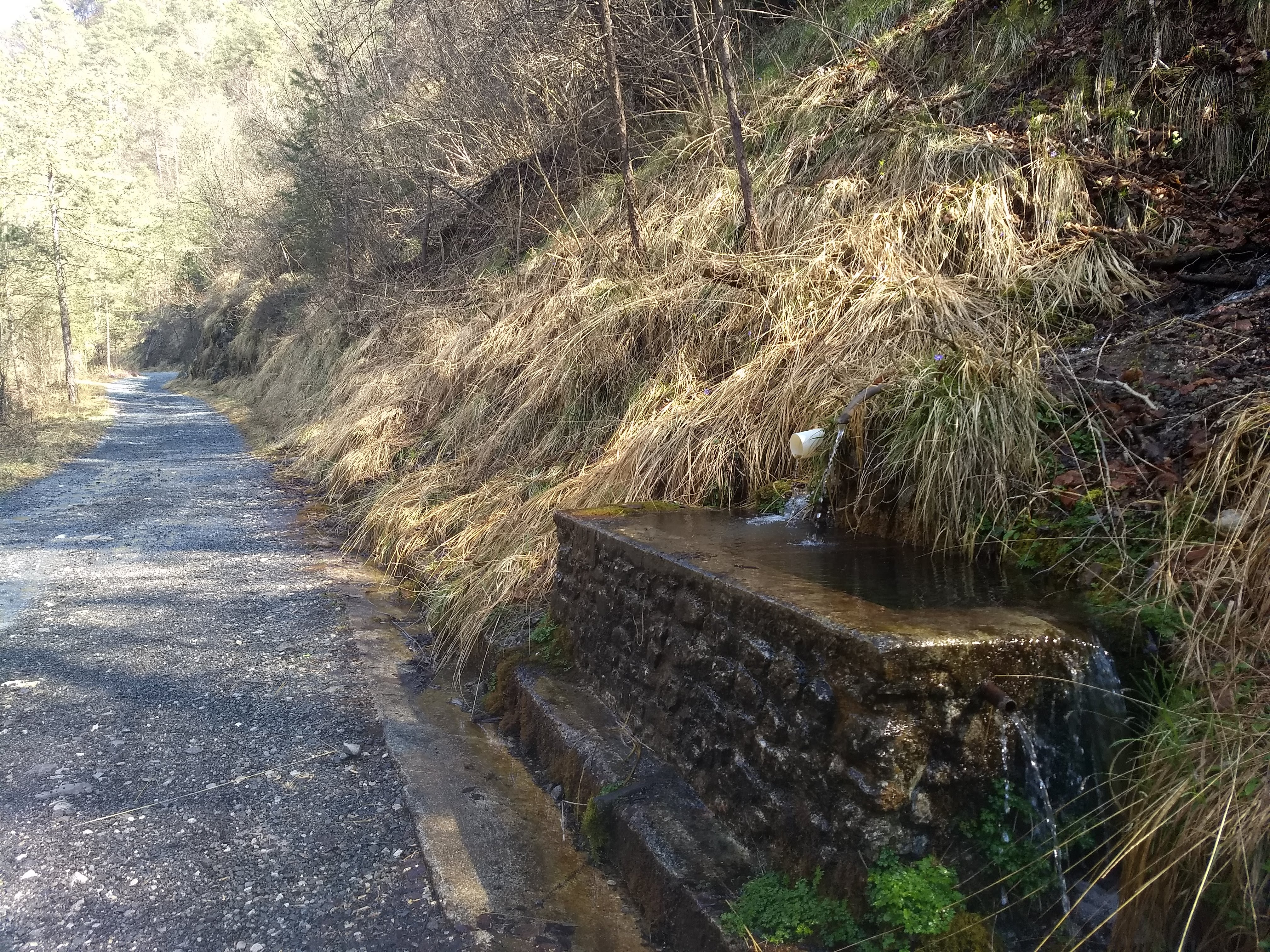
Fontana dell'ERSAL nella Valle del Droanello